# سید میرشاد ماجدی
سید میرشاد ماجدی (زاده ۲۳ آذر ۱۳۵۳ تهران) بازیکن بازنشسته فوتبال و رئیس کمیته جوانان فدراسیون فوتبال است. وی همچنین از ۱۸ مهر ۱۴۰۲ به‌عنوان رئیس هیئت فوتبال استان تهران فعالیت می‌کند. ماجدی مدت کوتاهی سرپرست فدراسیون فوتبال ایران و از اسفند ۱۳۹۹ تا اسفند ۱۴۰۳ عضو هیئت رئیسه فدراسیون فوتبال بوده‌است.
وی سابقه بازی در تیم‌هایی از جمله باشگاه فوتبال استقلال ایران و باشگاه فوتبال بک ترو ساسانا و در تمامی رده‌های پایه تیم ملی فوتبال ایران مربیگری کرده و همچنین مدتی سرپرست باشگاه فوتبال استقلال و باشگاه فوتبال خونه به خونه بوده‌است.
ماجدی فارغ‌التحصیل رشته مدیریت راهبردی در ورزش در مقطع دکترا است. وی عضو هیئت‌مدیره باشگاه استقلال تهران بود که در تاریخ ۷ دی ۱۳۹۸ از سمت خود استعفا کرد.
وی مسئول کمیته آموزش فدراسیون فوتبال نیز می‌باشد. در آذر ماه سال ۱۳۹۸ وی در رستوران آرمانی استان قزوین در مراسم اختتامیه مربیگری درجه B آسیا شرکت کرد. او اصالت گیلک و رشتی دارد.
در انتخابات فدراسیون فوتبال که در ۱۰ اسفند ۱۳۹۹ انجام شد میرشاد ماجدی با ۲۰ رأی به عنوان یکی از اعضای هیئت رئیسه فدراسیون فوتبال ایران انتخاب شد.
در پی عزل عزیزی خادم از ریاست فدراسیون فوتبال، ماجدی در ۲۸ بهمن ۱۴۰۰ به عنوان سرپرست فدراسیون فوتبال انتخاب شد. او همچنین با این که قصد شرکت در انتخابات فدراسیون را نداشت سرانجام در آخرین ساعات ثبت‌نام در تاریخ ۲۰ تیر ۱۴۰۱ در انتخابات فدراسیون ثبت‌نام کرد و در انتخابات ۸ شهریور ۱۴۰۱ با ۲۵ رأی در مقابل ۵۱ رأی مهدی تاج از ریاست فدراسیون فوتبال بازماند.

## افتخارات

### استقلال
بین‌المللی
- قهرمان لیگ قهرمانان آسیا ۱۹۹۰
- نایب قهرمان لیگ قهرمانان آسیا ۱۹۹۱
- داخلی
- قهرمان جام باشگاه‌های تهران ۱۳۷۰
- نایب قهرمانی لیگ فوتبال ایران ۷۱–۱۳۷۰
- نایب قهرمانی جام حذفی فوتبال ایران ۷۱–۱۳۷۰
- غیررسمی
- قهرمان جام دوستانه ۱۳۷۰

به عنوان سرپرست استقلال تهران
- قهرمان لیگ برتر فوتبال ایران ۹۲–۱۳۹۱